# アンダーエイジ
アンダーエイジは、吉本興業東京本社（東京吉本）所属のお笑いコンビ。2007年結成。東京NSC11期生。よしもと岩手県住みます芸人。

## メンバー
くまがい（くまがい、1982年6月5日 - ）ツッコミ担当
- 本名・熊谷 由輔（くまがい ゆうすけ）。岩手県花巻市（旧石鳥谷町）出身。血液型A型。既婚。
- 荒れ気味の声と引き笑いがトレードマーク。
- 在京時、居酒屋の客引きのアルバイトで売り上げ200万円を記録した逸話を持つ。

たもん（たもん、1982年8月10日 - ）ボケ担当
- 本名・結城多聞（ゆうき　たもん）。山形県山形市出身（出生地は北海道札幌市）。血液型O型。
- 実家は山形市内の医院。祖父は市長で父は歯科医。
- おかっぱ頭にして頭髪の薄さをごまかしている。髪をかき上げて薄さをアピールするギャグもある。その後オールバックのロン毛を経て、2024年の黒石寺蘇民祭への参加を期に坊主頭にした。
- 山形南高校時代は陸上部でインターハイ出場も果たしているが、岩手移住後はやや肥満体型になっている。
- 岩手競馬に関するYouTubeチャンネルを開設している。

## 略歴
大学の学生寮で知り合い、二人でNSC東京校に11期生として入学。2007年結成。コンビ名はドラマの「未成年」からとっている。
2011年、吉本興業が行っている「あなたの街に住みますプロジェクト」の岩手県担当芸人となり、移住。当初は花巻市内にある熊谷の実家に在住していたが、のちに結城が盛岡市に移住し、さらに熊谷も同じく盛岡市内に転居した（その後熊谷は再び花巻在住）。
テレビ、ラジオ、イベント等に出演しながら新ネタライブに取り組むかたわら、東日本大震災被災地での仕事も数多くこなしており、テレビ番組のロケや、大船渡市と縁の深い宮川大助・花子と共演してのイベント出演のほか、間寛平らとマラソンにもトライしている。
2015年5月3日、「新婚さんいらっしゃい!」（ABCテレビ）に熊谷が夫婦で出演。
2016年、サッカーJリーグ・グルージャ盛岡のホームゲームのスタジアムDJに就任。2018年にはラグビーワールドカップ岩手・釜石開催PR隊任命、2019年、いわて海ごみなくし隊隊長任命などを経験。
2020年2月より熊谷が活動休止。結城が単独でメディア出演などの仕事を行っていたが、6月中旬にコンビでの仕事を再開した。
2021年、結城が、地元情報誌の連載をまとめた著書「妄想餃子」を上梓した。
2022年4月、名前が読みにくいという理由で、結城が芸名を「たもん」に変更。同時に熊谷も、苗字だけのひらがな「くまがい」に改めている。

## 出演番組
- Go!Go!いわて（岩手朝日テレビ）
- 5きげんテレビ（テレビ岩手）
- フラワープラス（えふえむ花巻・月曜日担当）
- アンダーエイジの気分は爽快！シャキッとラジオDX（IBCラジオ）
- 花金ラジオNEXT（エフエム岩手）
- ワイドステーション（IBCラジオ・火曜日担当）
  - くまがいとたもんが週替りでパーソナリティを務める。

### 過去
- はちきゅん（岩手めんこいテレビ）
- ゴエティーニョ!（岩手朝日テレビ）
- みさき&Ricoにアンダーエイジが…（エフエム岩手）
- 萌えキュン☆めいどーる学園（エフエム岩手）
- いいコト! 見たい! 知りたい! 出かけたい!（岩手朝日テレビ）
- 8っぴーサタデーPLUS・多聞の見たもん勝ち！（岩手めんこいテレビ、結城のみ）

## 連載
- エリア・アイ　結城多聞「妄想デート」　熊谷由輔「美女友探します」（イージェイ・プランニング）
- イーハトーブ　住んでます岩手（岩手県宅地建物取引業協会機関紙）